# Calnègia
Die Calnègia ist ein rund 7 km langer rechter Nebenfluss der Bavona im Kanton Tessin. Sie entwässert das Hochtal Val Calnègia, ein Seitental des Bavonatals, und entwässert dabei ein Gebiet von 24,4 Quadratkilometern.

## Verlauf
Der Fluss entspringt unterhalb des Pizzo Cazzòla (2756 m ü. M.) etwa oberhalb des nördlicheren der zwei Bergseen, die Laghi di Formazzöö genannt werden. Die Calnègia fliesst hauptsächlich in nordöstliche Richtung und nimmt wenig später ihren längsten Zufluss auf, den in den Laghi della Cròsa entspringenden Ri della Crosa. Sie durchfliesst nun das unbewohnte und waldige Val Calnègia und stürzt bei Foroglio in der Gemeinde Cevio eine 110 m hohe Steilstufe hinab ins Bavonatal, bevor sie von rechts in die Bavona mündet.